# Aníbal Cavaco Silva
Aníbal António Cavaco Silva (wym. [ɐˈnibaɫ kɐˈvaku ˈsiɫvɐ], ur. 15 lipca 1939 w Loulé) – portugalski ekonomista i polityk, w latach 1985–1995 premier, od 2006 do 2016 prezydent Portugalii, w latach 1985–1995 lider Partii Socjaldemokratycznej.

## Życiorys

### Wykształcenie i działalność zawodowa
W wieku 17 lat zamieszkał w Lizbonie, gdzie w 1959 ukończył studium z zakresu rachunkowości w instytucie ISCAL. Następnie kształcił się w zakresie finansów w ISCEF, instytucie wchodzącym w skład Uniwersytetu Technicznego w Lizbonie. W latach 1962–1965 przebywał w Mozambiku, gdzie jako oficer służył w portugalskiej armii. Był stypendystą Fundação Calouste Gulbenkian, fundacji założonej przez Calouste’a Gulbenkiana. Był wykładowcą na macierzystej uczelni, później wyjechał do Wielkiej Brytanii. Pracował na University of York, uzyskując na tej uczelni doktorat z zakresu ekonomii. W 1977 zatrudniony w Banco de Portugal, w portugalskim banku centralnym kierował departamentem badań ekonomicznych, a po odejściu z urzędu premiera objął tam funkcję doradcy. Został także wykładowcą na Portugalskim Uniwersytecie Katolickm oraz na Universidade Nova de Lisboa, obejmując na nim stanowisko profesorskie.

### Działalność polityczna
W 1974 dołączył do powstałej w okresie demokratyzacji Partii Socjaldemokratycznej. Został deputowanym do Zgromadzenia Republiki. W styczniu 1980 objął urząd ministra finansów w gabinecie Francisca Sá Carneiro, który zginął w katastrofie lotniczej w grudniu tegoż roku. Aníbal Cavaco Silva odmówił wejścia do rządu Francisca Pinto Balsemão, w styczniu 1981 odszedł z funkcji ministra, zrzekł się też mandatu poselskiego. Wkrótce powrócił do aktywności politycznej, obejmując funkcję przewodniczącego rady Zespołu Metropolitalnego Lizbony.
W maju 1985 wystartował na przewodniczącego PSD po rezygnacji Carlosa Moty Pinto. Zwyciężył w partyjnych wyborach, pokonując faworyzowanych kontrkandydatów. Doprowadził do zerwania koalicji Bloco Central, co skutkowało przedterminowymi wyborami. Po zwycięstwie PSD 6 listopada 1985 został nowym premierem, stając na czele mniejszościowego gabinetu. W kwietniu 1987 jego rząd przegrał głosowanie nad wotum nieufności, co skutkowało kolejnymi wyborami. W ich wyniku PSD uzyskała bezwzględną większość w Zgromadzeniu Republiki, a jej lider ponownie objął urząd premiera. Uzyskał reelekcję również w 1991, sprawując urząd premiera do 28 października 1995. W okresie dziesięciu lat kierowania gabinetem w Portugalii przeprowadzono reformy gospodarcze, a także inwestycje w infrastrukturę, wykorzystując także fundusze europejskie (do EWG Portugalia przystąpiła w 1986).
W lutym 1995 na czele partii zastąpił go Fernando Nogueira. Aníbal Cavaco Silva nie kandydował w tym samym roku w kolejnych wyborach, PSD pod nowym kierownictwem i wyborczej porażce przeszła wówczas do opozycji. W 1996 po raz pierwszy wystartował w wyborach prezydenckich, otrzymując w pierwszej turze 46,1% głosów i przegrywając z Jorge Sampaio, który był jedynym kontrkandydatem. Wycofał się wówczas z aktywności politycznej, powracając do działalności naukowej i do pracy w banku centralnym.
W 2006 ponownie kandydował w wyborach prezydenckich z poparciem macierzystej PSD oraz koalicyjnej Partii Ludowej. Zwyciężył w pierwszej turze głosowania z wynikiem 50,5% głosów. Urząd prezydenta Portugalii objął 9 marca 2006. W wyborach w 2011 z poparciem PSD i CDS/PP ubiegał się o reelekcję. Ponownie zwyciężył w pierwszej turze przeprowadzonej 23 stycznia 2011, otrzymując 52,9% głosów. 9 marca 2016 zakończył swoją drugą prezydencką kadencję.

## Życie prywatne
Żonaty z Marią Cavaco Silvą, ma dwoje dzieci.

## Odznaczenia
Wielki mistrz ex officio wszystkich orderów portugalskich
- 2006 – Wstęga Trzech Orderów
- 2006 – Orderu Wieży i Miecza
- 2006 – Orderu Chrystusa
- 2006 – Orderu Avis
- 2006 – Orderu Świętego Jakuba od Miecza
- 2006 – Orderu Infanta Henryka
- 2006 – Orderu Wolności
- 2006 – Orderu Zasługi
- 2006 – Orderu Edukacji Publicznej
- 2006 – Orderu Przedsiębiorczości

Pozostałe ordery i odznaczenia (chronologicznie)
- 1987 – Krzyż Wielki Orderu Gwiazdy Polarnej (Szwecja)
- 1987 – Krzyż Wielki Orderu Oswobodziciela (Wenezuela)
- 1990 – Krzyż Wielki Orderu Honoru (Grecja)
- 1990 – Krzyż Wielki Orderu Makariosa III (Cypr)
- 1991 – Krzyż Wielki Klasy Specjalnej Orderu Pro Merito Melitensi (Zakon Maltański)
- 1991 – Krzyż Wielki Orderu Zasługi RFN (Niemcy)
- 1991 – Krzyż Wielki Orderu Narodowego Zasługi (Ekwador)
- 1991 – Krzyż Wielki Orderu Krzyża Południa (Brazylia)
- 1991 – Krzyż Wielki Orderu Korony Dębowej (Luksemburg)
- 1991 – Krzyż Wielki Orderu Kongresu Narodowego (Brazylia)
- 1991 – Krzyż Wielki Orderu Narodowego Colinas de Boé (Gwinea-Bissau)
- 1991 – Krzyż Wielki Orderu Białej Róży Finlandii (Finlandia)
- 1991 – Krzyż Wielki Orderu Rio Branco (Brazylia)
- 1992 – Krzyż Wielki Orderu Oranje-Nassau (Holandia)
- 1992 – Krzyż Wielki Orderu Zasługi (Chile)
- 1993 – Krzyż Wielki Orderu Izabeli Katolickiej (Hiszpania)
- 1993 – Wielka Wstęga Orderu 7 Listopada (Tunezja)
- 1993 – Wielka Wstęga Orderu Republiki (Tunezja)
- 1991 – Krzyż Wielki Orderu Alawitów (Maroko)
- 1995 – Order Gwiazdy Palestyny
- 1995 – Krzyż Wielki Orderu Chrystusa (Portugalia)
- 1997 – Wielka Złota Odznaka Honorowa na Wstędze za Zasługi dla Republiki Austrii (Austria)
- 2006 – Łańcuch Orderu Izabeli Katolickiej (Hiszpania)
- 2007 – Wielki Łańcuch Orderu Witolda Wielkiego (Litwa)
- 2007 – Wielki Łańcuch Orderu Zasługi (Chile)
- 2008 – Wielki Łańcuch Orderu Krzyża Południa (Brazylia)
- 2008 – Order Królewski Serafinów (Szwecja)
- 2008 – Łańcuch Orderu Krzyża Ziemi Maryjnej (Estonia)
- 2008 – Krzyż Wielki Orderu Świętego Olafa (Norwegia)
- 2008 – Wielki Łańcuch Orderu Zasługi (Malta)
- 2008 – Krzyż Wielki Orderu Odrodzenia Polski (Polska)[4][5]
- 2009 – Krzyż Wielki Klasy Specjalnej Orderu Zasługi RFN (Niemcy)
- 2009 – Łańcuch Orderu Al-Husajna Ibn Alego (Jordania)
- 2009 – Wielka Gwiazda Odznaki Honorowej za Zasługi dla Republiki Austrii (Austria)
- 2009 – Order Państwa (Turcja)
- 2009 – Wielki Łańcuch Orderu Zasługi (Katar)
- 2009 – Krzyż Wielki Klasy Specjalnej Orderu Odrodzenia (Jordania)
- 2010 – Order Amílcara Cabrala I klasy (Republika Zielonego Przylądka)
- 2010 – Złoty Łańcuch Orderu Piusa IX (Watykan)
- 2010 – Order Domowy Nassauski Lwa Złotego (Luksemburg)
- 2010 – Order Podwójnego Białego Krzyża I klasy (Słowacja)
- 2010 – Krzyż Wielki Orderu Bernardo O’Higginsa (Chile)
- 2010 – Krzyż Wielki Krzyża Uznania (Łotwa)[6]
- 2010 – Łańcuch Orderu Pro Merito Melitensi (Zakon Maltański)
- 2012 – Order Orła Białego (Polska)[7]
- 2012 – Wielki Łańcuch Orderu Timoru Wschodniego (Timor Wschodni)
- 2012 – Wielki Łańcuch Orderu Boyacá (Kolumbia)
- 2012 – Wielki Łańcuch Orderu Słońca (Peru)
- 2013 – Wielki Łańcuch Orderu Manuela Amadora Guerrero (Panama)
- 2014 – Łańcuch Orderu Orła Azteckiego (Meksyk)
- 2014 – Order Przyjaźni i Pokoju I klasy (Mozambik)
- 2015 – Wstęga Orderu Starej Płaniny (Bułgaria)
- 2015 – Łańcuch Orderu Gwiazdy (Rumunia)